# Бельбек
Бельбе́к (крим. Belbek) — річка в Україні, впадає до Чорного моря, за 5 км на північ від Севастопольської бухти.

## Опис
Довжина 63 км. Площа водозбірного басейну 505 км². Похил 12,5 м/км. Долина V-подібна, нижче утворюється Бельбецький каньйон, у пониззі — ящикоподібна. Заплава шириною в пониззі 450—600 м. Річище шириною 25-30 м. Найповноводніша річка Кримських гір. Використовується на питне водопостачання.

## Розташування
Утворюється злиттям двох витоків на північно-західних схилах Головного пасма Кримських гір біля с. Щасливе. Тече територією Бахчисарайського району Криму та в межах міста Севастополь. У верхів'ї створено 3 водосховища, з яких вода тунелем завдовжки 7 км, прокладеним через Головне пасмо Кримських гір, надходить до Ялти.

## Притоки
- Коккозка, Аджи-Су, Йол, Суаткан, Біюк-Узенбаш (ліві), Аїргуль (права).